# Хусное
Хусное (бел. Хуснае) — деревня в Птичском сельсовете Петриковского района Гомельской области Беларуси.
На западе граничит с лесом.

## География

### Расположение
Деревня находится южнее городского посёлка Копаткевичи. В 33 км на северо-восток от Петрикова, 3 км от железнодорожной станции Птичь (на линии Лунинец — Калинковичи), 157 км от Гомеля.

### Гидрография
На востоке безымянная река, созданная Старым и Новым рыбхозными каналами (впадает в реку Птичь).

## Транспортная сеть
Возле деревни проходит магистраль М10 Красный Камень — Гомель — Кобрин.
Рядом автодорога Лунинец — Гомель. Планировка состоит из маленьких кварталов, образованных 2 длинными улицами, ориентированными с юго-востока на северо-запад и пересекаемыми под прямым углом короткими прямолинейными улицами. Застройка преимущественно деревянная усадебного типа.

## История
По письменным источникам известна с XVIII века как селение в Мозырском повете Минского воеводства Великого княжества Литовского. После 2-го раздела Речи Посполитой (1793 год) в составе Российской империи. В 1811 году владение Аскерко. По ревизским материалам 1858 года собственность казны. Обозначена на карте 1866 года, которая использовалась Западной мелиоративной экспедицией, работавшей в этих местах в 1890-е годы. В 1879 году обозначена в Копаткевичском церковном приходе. 1908 году в Копаткевичской волости Мозырского уезда Минской губернии. В 1910 году открыта земская школа, для которой в том же году построено новое здание.
В 1930 году организован колхоз. Во время Великой Отечественной войны в июне 1942 года оккупанты полностью сожгли деревню и убили 99 жителей. В мае 1944 года жители деревни, которая находилась в прифронтовой полосе, в целях безопасности были переселены в деревню Александровка (Калинковичский район), где они размещались к началу операции «Багратион». В боях за деревню и окрестности погибли 866 советских солдат и партизан (похоронены в братской могиле в центре). В деревне стоит памятник и братская могила солдатам, погибшим за освобождение деревни. На памятнике указаны фамилии и воинские звания погибших. 84 жителя погибли на фронте. Согласно переписи 1959 года в составе колхоза «40 лет Октября» (центр — деревня Птичь). Действовали отделение связи, клуб, начальная школа, библиотека.

## Население

### Численность
- 2004 год — 64 хозяйства, 118 жителей.

### Динамика
- 1811 год — 17 дворов.
- 1834 год — 20 дворов, 145 жителей.
- 1858 год — 26 дворов, 170 жителей.
- 1897 год — 84 двора, 505 жителей (согласно переписи).
- 1908 год — 100 дворов, 663 жителя.
- 1921 год — 130 дворов, 845 жителей.
- 1940 год — 195 дворов.
- 1959 год — 604 жителя (согласно переписи).
- 2004 год — 64 хозяйства, 118 жителей.